# Agustín González Enciso
Agustín González Enciso (Valladolid, 11 de mayo de 1950) es un historiador español especializado en Historia económica. Es catedrático de Historia Moderna en la Universidad de Navarra.

## Vida
Agustín González Enciso  nació el 11 de mayo de 1950 en Valladolid. Inició sus estudios en el Centro Educativo Lacome (desde los 5 hasta los 10 años), y posteriormente en el colegio El Salvador, que había sido fundado por su abuelo Agustín Enciso. Primo y discípulo de Luis Miguel Enciso, también se decantó por el estudio de la Historia.
Realizó sus estudios universitarios en la Universidad de Valladolid (1967-1972), donde se licenció en Filosofía y Letras (1972),  se doctoró en Historia Moderna (1976), bajo la dirección de Luis Miguel Enciso Recio (1976), y fue profesor Ayudante. En la Universidad vallisoletana fue alumno también de profesores de Historia Moderna y Contemporánea como Cano Gardoqui, Teófanes Egido, o Palomares Ibáñez; también de otras especialidades como Ramos Pérez (Historia de América), Juan José Martín González (Historia del Arte), o Luis Suárez Fernández (Historia Medieval). Durante los años de la carrera se interesó por el papel de los hechos económicos y sociales en la historia. Desde entonces se decantó por el estudio de la historia económica en la España de la primera modernidad, en particular, el siglo XVIII, una época entonces poco estudiada.
La creación de la Cátedra Felipe II, en la Universidad de Valladolid supuso un instrumento docente y de investigación muy importante gracias al que González Enciso conoció entonces a modernistas españoles de reconocido prestigio, como: Felipe Ruiz Martín, Valentín Vázquez de Prada, Antonio Domínguez Ortiz y Pere Molas, junto a conocidos hispanistas como Henri Lapeyre, John Elliott, Joseph Pérez, Richard Kagan o Henry Kamen.
Continuó su carrera docente en la Universidad Autónoma de Madrid, donde ganó por oposición la plaza de Profesor Adjunto (1980-82), en la Universidad de Murcia, como Profesor Agregado (1982-84), y catedrático (1984-87). Desde 1987 es Profesor Ordinario de Historia y de Historia Económica en la Universidad de Navarra.
Gracias a la concesión de una beca Fullbright, pudo acceder a una plaza de Investigador Asociado en las Universidades de Yale y Harvard y trabajó bajo la dirección de los profesores Harry Miskimin, William Parker y David Landes. También realizó investigaciones en los Archivos Nacionales de Washington (1977-79). Posteriormente ha sido también  Profesor Invitado en la Universidad de Florida (1984) y en varias universidades latinoamericanas: Católica de Buenos Aires, Universidad de Piura (Perú) y Universidad del Istmo (Guatemala).
Su labor investigadora se ha centrado en la economía, sociedad, e instituciones de la España del siglo XVIII y su comparación con otros países del Occidente europeo. Algunos campos concretos en los que ha trabajado han sido las fábricas estatales, la protoindustrialización, o la burguesía, a través de los empresarios militares y los comerciantes del siglo XVIII en tanto protagonistas de la acción económica. También ha tratado aspectos institucionales: la Alta Administración española en el siglo XVIII (formó parte del equipo de trabajo dirigido por Pere Molas y Didier Ozanam), y la Hacienda, estudiada desde la renta del tabaco, que al tratarse de un monopolio fiscal importante, resume muchos aspectos de los problemas de diversa índole (políticos, fiscales y de cultura económica), además de servir de financiación a las actividades bélicas de la época.
Sus últimas líneas de investigación se han dirigido a explorar el concepto de Estado fiscal-militar en España (fiscal-military state) y al estudio de los empresarios militares (contractor state).

### Cargos y nombramientos
Ha sido Director de los Departamentos de Historia de América (1982-87) y de Historia Moderna, Contemporánea y de América (1987), de la Universidad de Murcia. Vicedecano, Facultad de Ciencias Económicas y Empresariales, Universidad de Navarra, 1988-1991. Vicerrector de la Universidad de Navarra, 1991-1997. Director del Departamento de Historia, Universidad de Navarra, 1996-2002. Presidente del Instituto de Ciencias para la Familia, Universidad de Navarra, 1997-2004. Vicepresidente del Patronato del Instituto Empresa y Humanismo, Universidad de Navarra, 1995-2014 y Subdirector del Instituto Empresa y Humanismo, 2006-2014.
Desde 2014 es Secretario General del Patronato del Instituto Empresa y Humanismo.
Ha sido miembro del Consejo Editorial de Cuadernos de Investigación Histórica (Fundación Universitaria Española, Madrid), Director de la Revista Memoria y Civilización (Universidad de Navarra), Director del Consejo Editorial de la Colección Histórica, de EUNSA y Director de publicaciones del Instituto Empresa y Humanismo.

## Academias y Asociaciones a las que pertenece
Es Académico Correspondiente de la Real Academia de la Historia (2012). Pertenece a diferentes asociaciones profesionales: Centro de Estudios del siglo XVIII (España), Sociedad Española de Estudios del Siglo XVIII, Fundación Española de Historia Moderna, Asociación de Historia Económica (España), American Economic History Association, Society for Spanish and Portuguese Historical Studies. Es Miembro del Comité Científico de Nemetria. Centro di formazione sui fattori del post productivo, Foligno (Italia) y Miembro Correspondiente de la Comisión científica del Centro de História Além-Mar (CHAM), Universidade Nova de Lisboa.

## Grupos de investigación
Pertenece a diferentes grupos de investigación nacionales y extranjeros:
- Grupo de Historia Financiera (GRHIFI), del Departamento de Historia, Universidad de Navarra (1996-2007).
- Grupo de Estudios del Tabaco (GRETA), que agrupó a un conjunto de investigadores de varias universidades españolas entre 1998-2012, con el apoyo de la Fundación Tabacalera y de la Fundación Altadis[4]
- Contractor State Group (CSG).[5]
- CSG-Red Imperial.[6][7]